# Kontorhausviertel
Kontorhausviertel é um bairro comercial da cidade de Hamburgo. Foi construído nos anos de 1920 e 1930 como o primeiro de seu tipo na Europa. Localiza-se entre Speicherstadt e o Zollkanal.

## UNESCO
A UNESCO inscreveu Speicherstadt, Kontorhausviertel e Chilehaus, em Hamburgo como Patrimônio Mundial por "exemplificar os efeitos do crescimento rápido no comércio internacional no final do Século XIX e início do Século XX"